# Geulle
Geulle, en limbourgeois Gäöl, est un village néerlandais situé dans la commune de Meerssen, dans la province du Limbourg néerlandais. Le 1er janvier 2005, le village comptait 2 340 habitants.

## Histoire
Geulle a été une commune indépendante jusqu'au 1er janvier 1982, date de son rattachement à Meerssen.